# بیسیک (سیگار)
بیسیک (به انگلیسی: Basic) یک برند سیگار ایجاد شده در ایالات متحده آمریکا است؛ که در حال حاضر توسط آلتریا و فیلیپ موریس تولید می‌شود. این برند در اواخر دهه ۱۹۷۰ پایه‌گذاری گردید.